# Glyphodes basifascialis
Glyphodes basifascialis là một loài bướm đêm trong họ Crambidae.